# Medios de comunicación de Antofagasta
Antofagasta ha contado con una serie de medios de comunicación locales, los cuales desaparecieron con el tiempo. Recientemente en los años 1990 resurgieron nuevos medios.

## Periódicos
En 1872, Cornelio Escipion Vernaza fundó el primer periódico de la ciudad, El Caracolino. Solamente en 1875 apareció competencia, con la publicación de El Litoral, fundado por Manuel Othon Jofré. Al iniciarse la guerra del Pacífico, estas dos publicaciones desaparecieron. Su lugar fue reemplazado por El Catorce de Febrero y El Pueblo Chileno.
En 1881, ya en el tramo final de la guerra, Matías Rojas fundó El Industrial. Tras transformarse en vespertino en 1938, desapareció.
El 16 de diciembre de 1906, se fundó El Mercurio, publicación que inicialmente contó con tres redactores y de la cual fue su primer director Guillermo Otero. En 1926 pasó a denominarse El Mercurio de Antofagasta. Actualmente es propiedad de la Empresa Periodística El Norte S.A. (filial de El Mercurio Sociedad Anónima Periodística).
El 4 de octubre de 1933 es fundado El Popular, un periódico alusivo a la campaña presidencial de Pedro Aguirre Cerda. En 1948, tras cambiar su nombre a La Voz de Antofagasta y a Los Tiempos, es cerrado por presiones políticas.
El 10 de enero de 1920 apareció el primer ejemplar de La Reforma, un periódico publicado por el Partido Radical. El 18 de julio de 1926, Carlos Rojo Indo fundó El Sol. El Heraldo del Norte, de Santiago de la Rosa y Carlos Bennet, apareció el 21 de enero de 1927. Armando Lípez Cortés fundó, el 22 de octubre de 1928, el periódico La Tarde, el cual sólo circuló aproximadamente dos meses.
El Partido Radical publicó en 1940 el periódico La Hora del Norte, el cual desapareció tempranamente en 1942.
El 2 de mayo de 1966 nace el último medio de comunicación de prensa escrita en Antofagasta: La Estrella del Norte.
Otros periódicos que circularon por la ciudad fueron: El Noticioso, El Abecé, El Heraldo, El Debate y La Opinión.
Actualmente El Mercurio de Antofagasta y La Estrella del Norte son los únicos periódicos impresos locales en circulación. Como una forma de contrastar la información, nació a finales del año 2006 el Periódico "La Alternativa" el cual desapareció un par de años más tarde. En el 2008 nació el diario electrónico El Nortero. En 2011 nació El Diario de Antofagasta, que en 2014 publicó una versión impresa, no descartándose su reaparición en formato papel en paralelo a la edición en línea.
En 2006 apareció la revista electrónica independiente El Otro Cine, relacionada con el cine. Un año después también aparece el sitio cultural InformArte.cl.

## Radio
Según la Asociación de Radiodifusores de Chile (ARCHI), existen 14 emisoras de radio que transmiten desde la comuna de Antofagasta. La única emisora de radio con señal AM es Radio Antofagasta. Las 14 restantes que transmiten con señal FM son: Atlanta, FM Okey, Canal 95, Radio Carnaval, Desierto FM, Jerusalén La Radio, Radio Nuevo Mundo, Romina, Radio Sol FM, FM Plus, FM Quiero, Centro FM, Radio Universidad de Antofagasta y Radio FM Siete. El dial 99.1 MHz lo ocupó por muchos años la radio Máxima FM, radioemisora local que cerró sus transmisiones a partir del 24 de noviembre del 2017 definitivamente (hoy transmite sólo por señal on-line). El resto de las radioemisoras transmiten vía satélite desde Santiago de Chile.

### Radioemisoras FM
| Frecuencia | Local       | Radioemisora                     | Formato                                      | Notas |
| ---------- | ----------- | -------------------------------- | -------------------------------------------- | --- |
| 88.1 MHz   | Sí          | Radio Canal 95                   | Juvenil                                      | Transmite también en Calama, Mejillones y Tocopilla.                                                                           |
| 88.9 MHz   | No          | ADN Radio Chile                  | Informativo                                  | Transmite vía satélite desde Santiago de Chile.                                                                                |
| 89.3 MHz   | Sin cambios | FM Okey                          | Juvenil                                      | Su casa matriz se encuentra ubicada en Los Andes, Región de Valparaíso.                                                        |
| 89.7 MHz   | Sí          | FM Siete                         | Música Anglo                                 | Radio Matriz en Calama |
| 90.1 MHz   | Sí          | Radio Jerusalén                  | Religioso                                    | |
| 90.7 MHz   | No          | Radio Concierto                  | Música Anglo                                 | Transmite vía satélite desde Santiago de Chile.                                                                                |
| 91.1 MHz   | No          | Radio Cooperativa                | Informativo                                  | Transmite vía satélite desde Santiago de Chile.                                                                                |
| 91.5 MHz   | No          | Corazón FM                       | Tropical                                     | Transmite vía satélite desde Santiago de Chile.                                                                                |
| 92.1 MHz   | Sí          | Radio Desierto                   | Música Anglo                                 | Transmite también en Calama.                                                                                                   |
| 92.5 MHz   | Sí          | Radio Romina                     | Música del Recuerdo                          | |
| 92.9 MHz   | No          | Radio Armonía                    | Religioso                                    | Transmite vía satélite desde Santiago de Chile.                                                                                |
| 93.5 MHz   | No          | Radio Bío-Bío                    | Informativo                                  | Transmite vía satélite desde Santiago de Chile.                                                                                |
| 93.9 MHz   | Sí          | Radio Charanga Latina            | Tropical                                     | Primera radioemisora Colombiana en Chile. Transmite también en Calama, Iquique y Arica.                                        |
| 94.5 MHz   | No          | Radio Futuro                     | Rock                                         | Transmite vía satélite desde Santiago de Chile.                                                                                |
| 95.1 MHz   | Sí          | FM Quiero                        | Música Latina                                | |
| 95.9 MHz   | No          | Radio Pudahuel                   | Música Latina                                | Transmite vía satélite desde Santiago de Chile.                                                                                |
| 96.5 MHz   | Sí          | Radio Carnaval                   | Tropical                                     | Transmite también en Tocopilla y en Minera Zaldivar                                                                            |
| 97.1 MHz   | Sin cambios | Digital FM                       | Música Anglo, Informativo                    | Su casa matriz se encuentra ubicada en Santiago de Chile.                                                                      |
| 97.7 MHz   | Sí          | Radio Sol FM                     | Música Anglo                                 | Heredera de la Radio Universidad del Norte FM (1966), es hoy la emisora de Frecuencia Modulada más antigua del norte de Chile. |
| 98.5 MHz   | No          | FM Dos                           | Música Latina, Música Anglo                  | Transmite vía satélite desde Santiago de Chile.                                                                                |
| 99.1 MHz   | No          | Pauta FM                         | Informativo                                  | Transmite vía satélite desde Santiago de Chile.                                                                                |
| 99.5 MHz   | No          | Positiva FM                      | Música Urbana                                | Su casa matriz se encuentra ubicada en Santiago de Chile.                                                                      |
| 99.9 MHz   | Sí          | Radio Universidad de Antofagasta | Música Docta                                 | |
| 100.5 MHz  | No          | Radioactiva                      | Bailable Anglo-Latino                        | Transmite vía satélite desde Santiago de Chile.                                                                                |
| 100.9 MHz  | No          | Radio Nuevo Tiempo               | Religioso                                    | Radioemisora perteneciente a la Iglesia Adventista del Séptimo Día.                                                            |
| 101.3 MHz  | Sin cambios | El Conquistador FM               | Música Anglo, Folklore Chileno, Informativo  | Su casa matriz se encuentra ubicada en Santiago de Chile.                                                                      |
| 101.9 MHz  | No          | Radio Carolina                   | Juvenil                                      | Transmite vía satélite desde Santiago de Chile.                                                                                |
| 102.5 MHz  | Sí          | Madero FM                        | Misceláneo                                   | Concesión caducada el 2 de febrero de 2016, hoy sigue transmitiendo.                                                           |
| 103.3 MHz  | Sí          | Centro FM                        | Música Latina                                | |
| 103.9 MHz  | Sí          | Atlanta FM                       | Adulto Joven, Informativo, Deportes, Cultura | |
| 104.7 MHz  | Sin cambios | Radio Nuevo Mundo                | Misceláneo                                   | Su casa matriz se encuentra ubicada en Santiago de Chile.                                                                      |
| 105.1 MHz  | No          | Los 40                           | Juvenil                                      | Transmite vía satélite desde Santiago de Chile.                                                                                |
| 105.7 MHz  | No          | Play FM                          | Público Femenino Contemporáneo               | Transmite vía satélite desde Santiago de Chile.                                                                                |
| 106.3 MHz  | No          | Inicia Radio                     | Religioso                                    | Transmite vía satélite desde Santiago de Chile.                                                                                |
| 106.7 MHz  | Sí          | FM Plus                          | Adulto Contemporáneo                         | Transmite también en Calama, Mejillones, Minera Escondida, Lomas Bayas y Minera El Abra.                                       |
| 107.1 MHz  | Sí          | Radio Sokol                      | Comunitario                                  | |
| 107.5 MHz  | Sí          | Radio Manantial                  | Religioso/Comunitario                        | |
| 107.7 MHz  | Sí          | Radio San Pablo                  | Religioso/Comunitario                        | |
| 107.9 MHz  | Sin cambios | Radio Legítima                   | Comunitario                                  | |

### Radioemisoras AM
| Frecuencia | Local | Radioemisora      | Formato    | Notas  |
| ---------- | ----- | ----------------- | ---------- | ------ |
| 1460 kHz   | Sí    | Radio Antofagasta | Misceláneo | Caducó |

### Radioemisoras por internet
- Radio Antofagasta Online: Radio Antofagasta Online. Nace un 16 de mayo de 2019, en Antofagasta, Capital Minera de Chile. Con el propósito de colaborar en el avance de nuestra querida ciudad y la zona, manteniendo  conectados a nuestros auditores en torno al quehacer local, comunal, regional y nacional de una forma amena e interactiva. Cumpliendo cabalmente el rol de comunicadores sociales en forma  veraz y honesta. Con una puesta al aire durante las 24 horas en forma ininterrumpida de música y entretención a través del https://www.antofagastaonline.cl y su aplicación, de servicio a la comunidad, informativa y musical, con la noticia al instante y transmisiones en vivo por medio de nuestras plataformas Facebook, Youtube, Twitter y medios asociados, Radio Antofagasta Online se alza como uno de los medios de comunicación digitales más importantes de la región. Con  una línea  programática de corte retro con recuerdos y éxitos de hoy. Posicionándose en la preferencia del auditor adulto joven clase socioeconómica ABC1C2.
- Radio 24/7: Desde el año 2007, es una radiodifusora de que produce, transmite y promueve una programación de calidad que contribuye a la difusión de contenidos musicales. Se fundamenta en los valores de diversidad cultural, inclusión, convivencia democrática, libertad de expresión, responsabilidad y ética informativa para un mundo abierto. https://www.radio247.cl/. https://www.radioanglolatina.com/.
- Radio Máxima FM: Radioemisora local que cerró sus transmisiones en el 99.1 MHz el 24 de noviembre de 2017 definitivamente, hoy transmite sólo a través de la señal on-line para todo Chile y el mundo en maximafm.cl
- Radio Marro's FM: La más antigua, 1999, con señal www.marrofm.cl
- Radio Norte: Transmite en línea con variados programas en vivo.
- Radio Máxima Stereo: “La Radio de los Grandes Momentos”, es una emisora en línea con base en Calama, Región de Antofagasta. Fundada por un joven adolescente, Comenzó sus transmisiones el miércoles 03 de julio del 2024 a las 7:00 de la Mañana. Radio Máxima Stereo busca rescatar la esencia nostálgica de las grandes emisoras musicales de las décadas pasadas. Máxima Stereo nace gracias a la inspiración del legado e historia de la extinta Radio Máxima FM 99.1 de Antofagasta, pero con un formato reinventado y diferente, aunque sin vínculo alguno con sus antiguos propietarios ni con su administración original pasada. La programación de la emisora destaca por su enfoque musical centrado en los éxitos de los años 80 y 90, combinando clásicos del pop, rock, techno, entre otros géneros. Entre sus actuales programas más conocidos se encuentra El Verdugo del Amor, emitido los domingos de 19:00 a 22:00 horas, donde se mezclan música romántica, boleros, pop y éxitos del corazón, junto a interacción con la audiencia y reflexiones personales. Además, transmite partidos en su área deportiva Zona Deportiva, incluyendo la Copa Libertadores, la Copa Sudamericana, encuentros de Cobreloa y partidos de la Selección Chilena, integrando el deporte como parte esencial de su propuesta radial.  Radio Máxima Stereo es una emisora de carácter regional, enfocada principalmente en la Región de Antofagasta y el norte grande de Chile, aportando una identidad local desde Calama y proyectándose al resto del país a través de su señal online.https://emisora.cl/maxima-antofagasta/

## Canales de televisión
Las primeras emisiones oficiales de televisión en Antofagasta se realizaron el 18 de marzo de 1967 con la inauguración de transmisiones del Canal 3 de la Universidad del Norte. Dicha estación cesó sus emisiones en abril de 1969 para dar paso a la instalación del Canal 6, estación perteneciente a Televisión Nacional de Chile y que inició sus transmisiones el 15 de julio del mismo año, convirtiéndose en 1970 en la cabecera de la Red Norte de TVN.
El 4 de febrero de 1973 se reiniciaron las transmisiones del Canal 3 de Televisión Educativa de la Universidad del Norte, estación televisiva que posteriormente cambió su nombre a Red de Televisión de la Universidad del Norte (Telenorte). El 17 de enero de 1998 finalizaron las transmisiones de Telenorte Red Antofagasta (sede central), tras una severa crisis administrativa y financiera.
Televisión Nacional de Chile inició, el 11 de abril de 1996, las transmisiones de TVN Red Antofagasta, una red regional que ofrece programación local y publicidad en las desconexiones nacionales. De lunes a viernes esta red transmite 10 min de noticias después de 24 horas al día, y 30 min de noticias después de 24 horas central. Adicionalmente, durante a mediados del 2003 transmitió el programa de reportajes "Zona desierto" los días domingos que fue también transmitido en la señal internacional TV Chile al igual que durante los años 2006 y 2007, transmitió un programa de reportajes llamado Anclados, el día domingo. Se emitieron 2 temporadas el año 2006 y una el 2007. Pero no tuvo tanto éxito. Estos dos programas ya mencionados también fueron transmitidos en Calama por su señal abierta y por su señal de VTR, al igual que los noticieros siguen siendo transmitidos hasta el día de hoy. 
El 30 de noviembre de 2004, comenzó sus transmisiones Canal 13 Antofagasta. Transmitía 20 minutos diarios de noticias de lunes a viernes, además de un noticiero en la tarde, llamado Teletarde Antofagasta. Las emisiones del noticiario se realizaron normalmente hasta el 2 de abril de 2009, cuando se decidió finalizar las transmisiones en la ciudad, producto de la crisis económica mundial.
El único canal de televisión que transmite en señal abierta en la ciudad es Antofagasta Televisión. Por otro lado existen los canales Vive Chile Antofagasta (este último dejó de producir contenidos en julio de 2016 y está a la espera de concretar acuerdo con otra productora) y Digital Channel que se comportan como generadoras de contenido local para la empresa de cable VTR.
El Canal Nacional TV+ no posee repetidora en el sector, por lo que este canal sólo llega a través de televisión por cable y satélite a la ciudad sin dificultades. Estuvo en señal abierta en la ciudad desde el 31 de diciembre de 2001 hasta febrero del 2006 en el canal 4 siendo reemplazado por Telecanal.
| TDT           | Cable              | Nombre del canal             | Notas |
| ------------- | ------------------ | ---------------------------- | --- |
| 4.1 (21 UHF)  | 7 (VTR)            | Telecanal                    | Repetidora de la señal de Santiago de Chile |
| 4.3 (21 UHF)  | --                 | Telecanal Móvil              | Algunos televisores TVD no son compatibles con este servicio |
| 6.1 (33 UHF)  | 10 (VTR) 707 (HD)  | Televisión Nacional de Chile | Repetidora de la señal de Santiago de Chile, también posee la filial regional TVN Red Antofagasta, excepto su señal HD de VTR que no tiene desconexión nacional. |
| 6.2 (33 UHF)  | 113 (VTR) 721 (HD) | NTV                          | Repetidora de la señal de Santiago de Chile |
| 6.3 (33 UHF)  | --                 | TVN One Seg                  | Algunos televisores TVD no son compatibles con este servicio |
| 7.1 (23 UHF)  | 12 (VTR) 711 (HD)  | Chilevisión                  | Repetidora de la señal de Santiago de Chile |
| 7.2 (23 UHF)  | --                 | UChile TV                    | Repetidora de la señal de Santiago de Chile |
| 7.3 (23 UHF)  | --                 | CHV Móvil                    | Algunos televisores TVD no son compatibles con este servicio |
| 9.1 (27 UHF)  | 8 (VTR) 709 (HD)   | Mega                         | Repetidora de la señal de Santiago de Chile |
| 9.2 (27 UHF)  | 57 (VTR) 736 (HD)  | Mega 2                       | Repetidora de la señal de Santiago de Chile |
| 9.3 (27 UHF)  | --                 | Mega Móvil                   | Algunos televisores TVD no son compatibles con este servicio |
| 11.1 (28 UHF) | 11 (VTR) 706 (HD)  | La Red                       | Repetidora de la señal de Santiago de Chile |
| 11.3 (28 UHF) | --                 | La Red Móvil                 | Algunos televisores TVD no son compatibles con este servicio |
| 13.1 (24 UHF) | 13 (VTR) 713 (HD)  | Canal 13                     | Repetidora de la señal de Santiago de Chile |
| 13.2 (24 UHF) | --                 | T13 En Vivo                  | Repetidora de la señal de Santiago de Chile |
| 13.3 (24 UHF) | --                 | Canal 13 Móvil               | Algunos televisores TVD no son compatibles con este servicio |
| 38.1 (38 UHF) | --                 | Nuevo Tiempo Internacional   | |
| 38.2 (38 UHF) | --                 | Nuevo Tiempo Chile           | Repetidora de la señal de Santiago de Chile |
| 38.3 (38 UHF) | --                 | Radio Nuevo Tiempo           | Canal de audio que transmite desde Santiago de Chile |
| 38.4 (38 UHF) | --                 | Nuevo Tiempo Móvil           | Algunos televisores TVD no son compatibles con este servicio |
| 41.1 (41 UHF) | --                 | LRP TV                       | Canal que transmite en Antofagasta |
| 41.2 (41 UHF) | --                 | Televisión Minera del Norte  | Programación local |
| 41.3 (41 UHF) | --                 | El Hashtag TV                | Programación local |
| 41.4 (41 UHF) | --                 | LRP +                        | Canal que transmite en Antofagasta |
| 14.1 (32 UHF) | --                 | TVR                          | Repetidora de la señal de Santiago de Chile |
| 14.2 (32 UHF) | 16 (VTR)           | Antofagasta TV               | Programación local |
| 14.3 (32 UHF) | --                 | FM Plus                      | Programación local |
| 14.4 (32 UHF) | --                 | Tevex                        | Repetidora de la señal de Santiago de Chile |
| 14.5 (32 UHF) | --                 | Antofagasta TV Móvil         | Algunos televisores TVD no son compatibles con este servicio |
| --            | 15 (VTR)           | Digital Channel              | Programación local |
| --            | --                 | Telenorte                    | Canal streaming de programación local |

## Medios digitales

### Portales informativos
- Radio Antofagasta Online: Medio de comunicación con mayor alcance en redes sociales. Cuenta con un equipo de periodistas y comunicadores que hacen trabajo en terreno. Único medio que informa en vivo desde la ciudad de Antofagasta. Cuenta con más de 300.000 seguidores.
- Soy Antofagasta: Perteneciente a la Red "Soy Chile" de los Diarios Regionales de El Mercurio.
- Termometro.cl  Fundado en el año 2017.
- El Nortero: Parte de la Red "Mi Voz" de Diarios Ciudadanos. Fundado en 2008.
- El Diario de Antofagasta: Diario digital de carácter regional e independiente. Fundado el 4 de abril del año 2011.
- radiosol.cl: Página web de Radio Sol.
- Timeline.cl: Fundado en el año 2013.
- Región2.cl
- Elmensajero.cl
- Redantofagasta.com: Perteneciente a Diarios en Red.
- El Otro Cine: Revista Digital de noticias y críticas de cine.
- InformArte.cl: Fundado en el año 2007.